# Be Your Age

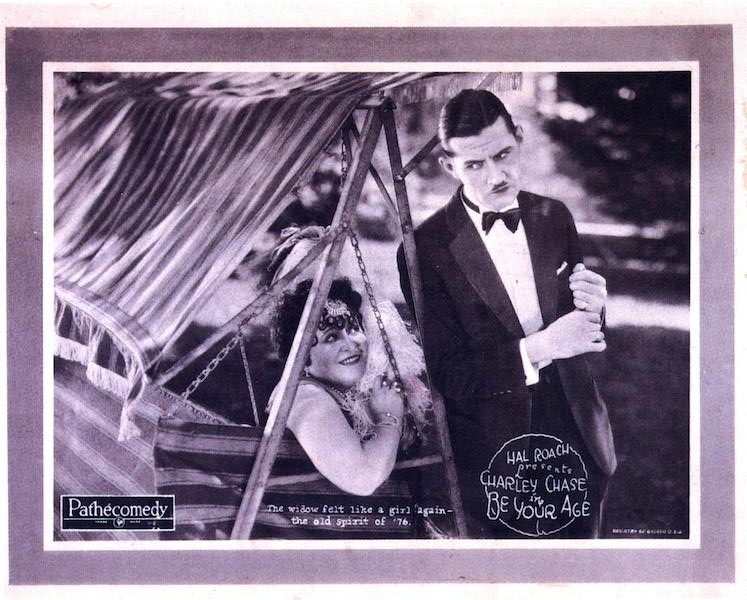

Be Your Age é um curta-metragem mudo norte-americano de 1926, do gênero comédia, dirigido por Leo McCarey e estrelado por Charley Chase com Oliver Hardy no elenco.

## Elenco
- Charley Chase - Charley
- Gladys Hulette
- Lillian Leighton - Sra. Schwartzkopple
- Frank Brownlee - Sr. Blaylock
- Oliver Hardy - Oswald Schwartzkopple